# Francesco Guardi

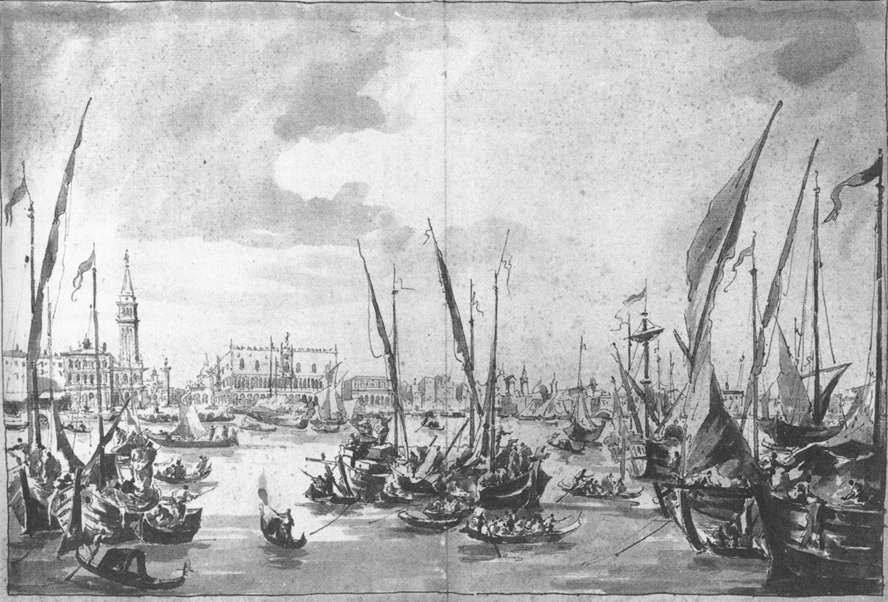
Kilátás a Molóra

Francesco Guard (teljes nevén: Francesco Lazzaro Guardi) (Velence, 1712. október 5. – Velence, 1793. január 1.) velencei vedutafestő. Főleg  a Velencei Köztársaság ünnepeit és a város mindennapjait örökítette meg.

## Életpályája
Édesapja, Domenico, és testvérei, Niccolo és Gianantonio szintén festőművészek voltak, és egy családi festőműhelyt alkottak. Apjuk halála után az utóbbi fivér örökölte a vállalkozást, de továbbra is együtt dolgoztak. Számos művészettörténész szerint Gianantonio keze nyoma is fellelhető Francesco egyes korai alkotásaiban. Guardi 1747-ben a Velencei Akadémia tagja lett. 
Canaletto tanítványaként először oltárképekkel kezdett, majd miután mestere elhagyta Velencét, vedutákat festett szülővárosáról és néhány capricciót is készített. Kezdetben Canaletto motívumait és velencei látképeit festette meg újra, de képein erősebbek a fény-árnyék kontrasztok, és szabadabb, impulzívabb stílusban dolgozott. Magánszemélyek megbízásából is festett. IV. Alvise Mocenigo dózse számára készült a Velencei Köztársaság 12 ünnepségét ábrázoló sorozat. 1782-ben VI. Piusz pápa velencei látogatását is megörökítette. Megfestette a Velencébe látogató orosz nagyhercegi pár tiszteletére rendezett ünnepségsorozatot is. 
Érett képein határozott ecsetvonásokkal dolgozott, pontokat vitt fel, és ezt a stílust a francia impresszionisták száz évvel később lelkesen üdvözölték.

## Fordítás
- Ez a szócikk részben vagy egészben  a   Francesco Guardi című német Wikipédia-szócikk fordításán alapul.  Az eredeti cikk szerkesztőit annak laptörténete sorolja fel. Ez a jelzés csupán a megfogalmazás eredetét és a szerzői jogokat jelzi, nem szolgál a cikkben szereplő információk forrásmegjelöléseként.